# Waymo
Waymo (ex progetto Google driverless car) è un'impresa del gruppo Alphabet che utilizza la tecnologia per creare autovetture autonome.

## Storia

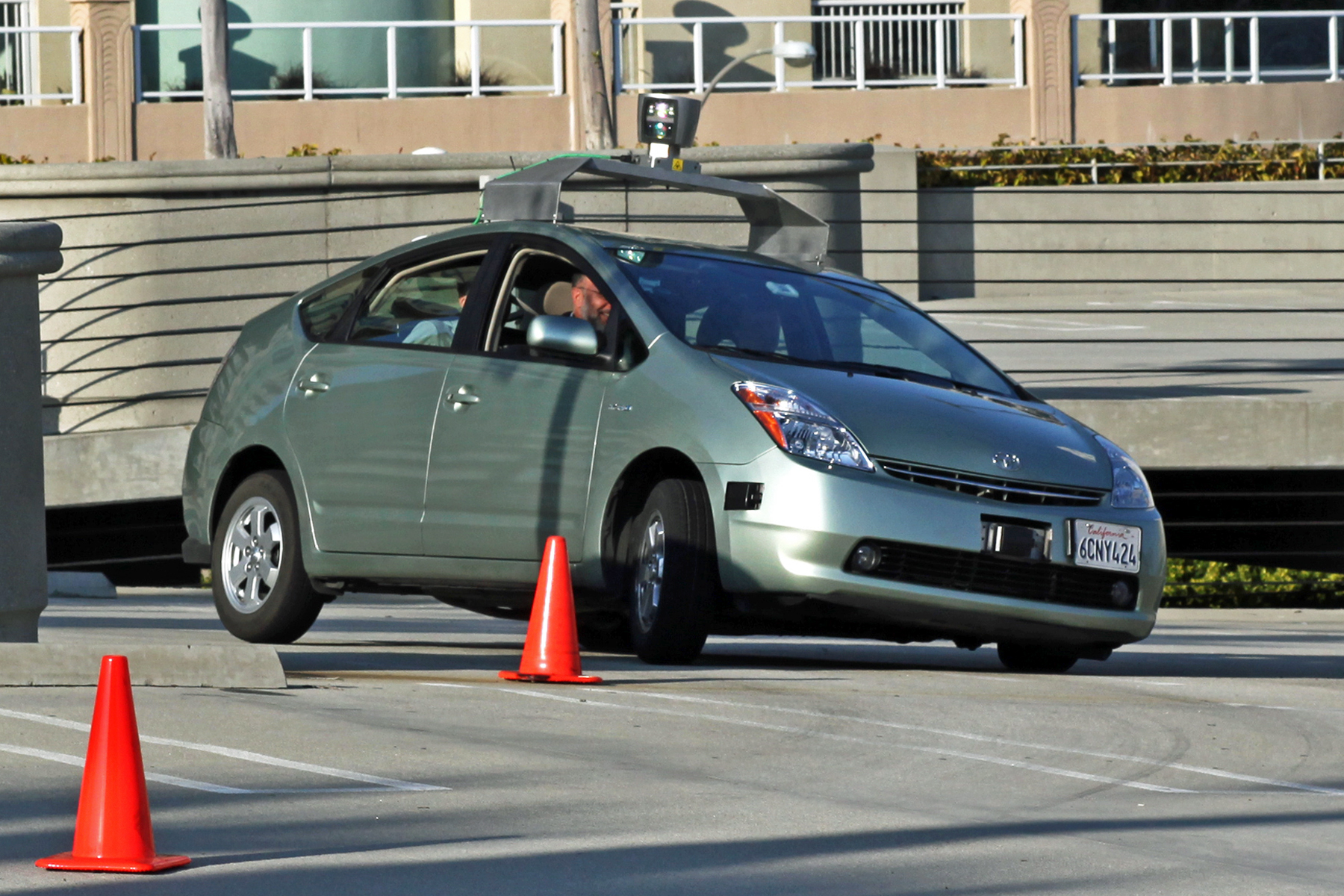
Una Toyota Prius modificata per testare Google driverless car.

Il progetto fu inizialmente guidato dall'ingegnere Sebastian Thrun, direttore del Laboratorio di Intelligenza Artificiale Stanford e co-inventore di Google Street View, il cui team ha creato il robot veicolo Stanley, che ha vinto il DARPA 2005 Grand Challenge ed il suo premio di 2 milioni di dollari dal Dipartimento della Difesa degli Stati Uniti. Google sta lavorando a questo progetto dal 2009, e i suoi prototipi hanno percorso oltre 8 milioni di chilometri su strada al 2018 mentre sono stati simulati virtualmente oltre 4,3 miliardi di chilometri nel solo 2017. Il team di sviluppo del sistema era costituito da 15 ingegneri, tra cui Chris Urmson, Mike Marlboro, e Anthony Levandowski che aveva lavorato sulla Grand DARPA e le sfide urbane. Progetti analoghi sono portati avanti anche da altre aziende californiane, tra cui Apple.

Nel maggio del 2016 Google ha siglato un accordo con il gruppo Fiat Chrysler Automobiles secondo il quale il monovolume Chrysler Pacifica, dopo una prima fase di test, sarà il primo modello commerciale di auto a guida autonoma marchiata Google acquistabile negli Stati Uniti. L'azienda sta depositando diversi brevetti riguardo alle tecniche per la guida senza pilota, come ad esempio un procedimento per il riconoscimento dei mezzi di soccorso, lasciando loro il passo sulla carreggiata. Dopo Phoenix, nel 2023 la sperimentazione con auto a guida autonoma senza conducente viene avviata a Los Angeles e San Francisco.